# Беатрис од Велике Британије
Беатрис од Велике Британије (Беатрис Мери Викторија Феодора; каснија принцеза Хенри од Батенберга; 14. априла 1857 — 26. октобра 1944) била је пета ћерка и најмлађе дете краљице Викторије и принца Алберта. Беатрис је уједно и последње од деце краљице Викторије која је умрла, 66 година након првог детета — њене старије сестре Алисе.
Беатрисино детињство поклопило се са тугом краљице Викторије након смрти њеног мужа Алберта 14. децембра 1861. Како су се њене старије сестре удавале и напуштале мајку, краљица се ослањала на друштво своје најмлађе ћерке, коју је већину звала „Беба” током њеног детињства. Беатрис је васпитана да увек остане са мајком и убрзо се помирила са судбином. Краљица је била толико постављена против удаје своје најмлађе ћерке да је одбила да разговара о тој могућности. Ипак, изнети су многи удварачи, укључујући Луја Наполеона, принца Империјала, сина прогнаног цара Наполеона из Француске, и Луја, великог војводу од Хесена, удовца Беатрисине старије сестре Алисе. Привукао ју је принц Империјал и говорило се о могућем браку, али он је убијен у англо-зулујском рату 1879. године.
Беатрице се заљубила у принца Хенрија од Батенберга, сина принца Александра од Хесена и Рајне и Јулије вон Хауке и девера њене нећакиње принцезе Викторије од Хесена и Рајне. После годину дана наговарања, краљица, чији је пристанак био потребан у складу са Законом о краљевским браковима, коначно је пристала на брак, који се догодио у Випингаму на острву Вајт 23. јула 1885. године. Краљица Викторија пристала је под условом да Беатрис и Хенри направе свој дом са њом и да Беатрис настави своје дужности као краљичина незванична секретарица. Принц и принцеза имали су четворо деце, али десет година у браку, 20. јануара 1896, принц Хенри умро је од маларије док се борио у англо-асанте рату. Беатрис је остала уз мајку док краљица Викторија није умрла 22. јануара 1901. године. Беатрис је наредних 30 година посветила уређивању часописа краљице Викторије као свог одређеног књижевног извршиоца и наставила је да се појављује у јавности. Умрла је у 87. години, надживевши сву своју браћу и сестре, двоје своје деце и неколико нећака, укључујући Џорџа V и Вилхелма II.

## Младост
Беатрис је рођена у Бакингемској палати. Била је пета ћерка и најмлађа од деветоро деце владајућег британског монарха, краљице Викторије, и њеног супруга, принца Алберта. Рођење је изазвало контроверзу када је најављено да ће краљица Викторија потражити спас од порођајних болова употребом хлороформа који је примењивао др Џон Сноу. Хлороформ се сматрао опасним за мајку и дете, а Енглеска црква и медицинске власти га нису одобравале. Краљица Викторија није била суздржана и користила је „тај благословени хлороформ” за своју последњу трудноћу. Дванаест дана касније, краљица Викторија је у свом дневнику известила: „Била сам обилно награђена и заборавила све што сам прошла кад сам чула како најдражи Алберт говори” То је лепо дете и девојчица! ". Алберт и краљица Викторија изабрали су имена Беатрис Мери Викторија Феодора: Мери по принцези Мери, војвоткињи од Глостера, последњем преживелом детету краља Џорџа III из Уједињеног Краљевства; Викторија после краљице; и Феодора после Феодоре, принцезе од Лејнингена, краљичине старије полусестре. Крштена је у приватној капели у Бакингемској палати палати 16. јуна 1857. Кумови су јој били војвоткиња од Кента (бака по мајци); принцеза Ројал (најстарија сестра); и пруски принц Фридрих (њен будући зет).
Од рођења, Беатрис је постала омиљено дете. Старија омиљена ћерка принца Алберта, принцеза Ројал, спремала се да се настани у Немачкој код свог новог супруга Фредерика („Фриц”) из Пруске. Истовремено је новопридошла Беатрис показала обећање. Алберт је написао Августи, Фрицовој мајци, да „Беба вежба своју вагу као добра примадона пре наступа и има добар глас!” Иако је било познато да краљица Викторија не воли већину беба, свидела јој се Беатрис, коју је сматрала привлачном. То је Беатрис обезбедило предност над старијом браћом и сестрама. Краљица Викторија једном је приметила да је Беатрис била „лепо, пунашно и цветно дете … са финим великим плавим очима, [прилично] малим устима и врло фином кожом”. Њена дуга, златна коса била је у фокусу слика које је наручила краљица Викторија, која је уживала да се купа Беатрис, у изразитом контрасту са њеним склоностима према другој деци. Беатрис је показала интелигенцију, што ју је додатно привукло њој, која је била забављена њеном детињством.
Барону Стокмару написао је Алберт да је Беатрис „најзабавнија беба коју смо имали”. Упркос томе што је делила ригорозни образовни програм који су осмислили принц Алберт и његов блиски саветник, барон Стокмар, Беатрис је имала опуштеније детињство од своје браће и сестара због везе са родитељима. До четири године, најмлађе и признато последње краљевско дете, Беатрис није била приморана да дели пажњу својих родитеља онако како су то имала њена браћа и сестре, а њени забавни начини пружали су утеху њеном посрнулом оцу.
У марту 1861. године мајка краљице Викторије, војвоткиња од Кента, умрла је у Фрогмору. Краљица се сломила од туге и кривице због њиховог отуђења на почетку своје владавине. Беатрис је покушала да утеши мајку подсећајући је да је војвоткиња од Кента била „на небу, али Беатрис се нада да ће се вратити”. Ова утеха била је значајна јер се краљица Викторија изоловала од своје деце, осим најстарије неудате, принцезе Алисе и Беатрис. Краљица Викторија се поново ослањала на Беатрис и Алису након смрти Алберта, од тифусне грознице, 14. децембра.
Дубина краљичине туге због смрти њеног супруга изненадила је њену породицу, дворјане, политичаре и ширу популацију. Као и када јој је мајка умрла, затворила се од своје породице — нарочито, од принца од Велса (којег је кривила за смрт свог мужа), са изузетком Алисе и Беатрис. Краљица Викторија је често узимала Беатрис са креветића, журила је у њен кревет и „лежала је неиспавана, привијајући се уз своје дете, умотана у ноћну одећу човека који их више неће носити.” После 1871. године, када се последња Беатрисина старија удала, краљица Викторија се ослонила на своју најмлађу ћерку, која је од малих ногу изјављивала: „Уопште не волим венчања. Никада се нећу удати. Остаћу са мајком.” Као мајчина секретарица обављала је дужности као што је писање у име краљице и помагање у политичкој преписци. Ове приземне дужности одражавале су оне које су узастопно обављале њене сестре, Алиса, Хелена и Луиз. Међутим, краљица је убрзо додала још личних задатака. Током озбиљне болести 1871. године, краљица је диктирала Беатрис своје записе у часопису, а 1876. године дозволила је Беатриси да сортира музику коју су свирали она и Алберт, неискоришћену од његове смрти петнаест година раније.
Оданост коју је Беатрис показала према мајци препозната је у краљичиним писмима и часописима, али њена стална потреба за Беатрис постајала је све јача. Краљица је претрпела још једну несрећу 1883. године, када је њен брдски слуга Џон Браун умро у Балморалу. Још једном, краљица је упала у јавну жалост и ослањала се на Беатрис за подршку. За разлику од своје браће и сестара, Беатрис није показивала несклоност Брауну, а њих двоје су често виђани у друштву других; сарађивали су како би испунили све краљичине жеље.

## Брак

### Удварачи
Иако је краљица била против Беатрис да се уда за било кога, очекујући да ће увек остати код куће с њом, пред Беатрисин брак са принцом Хенријем од Батенберга постављен је низ могућих удварача. Један од њих био је Наполеон Еугене, француски принц Империјал, син и наследник прогнаног цара Наполеона из Француске и његове супруге царице Евгеније. Након што је Пруска поразила Француску у Француско-пруском рату, Наполеон је свргнут и преселио је своју породицу у Енглеску 1870. После цареве смрти 1873. године, краљица Викторија и царица Евгенија створиле су блиску везу, а новине су извештавале о скором веридби Беатрис са принцом Империјалом. Ове гласине су се завршиле смрћу принца Империјала у англо-зулујском рату 1. јуна 1879. Часопис краљице Викторије бележи њихову тугу: "Драга Беатрис, плачући као и ја, дала ми је телеграм … Зора је сванула и мало сам спавала … Беатрис је тако узнемирена; сви су прилично запањени ".
После смрти принца Империјала, принц од Велса предложио је да се Беатрис уда за удовца њихове сестре Алисе, Луја IV, великог војводу од Хесена. Алиса је умрла 1878. године, а принц је тврдио да Беатрис може да делује као мајка замене за Лујову малу децу и проводи већину свог времена у Енглеској чувајући мајку. Даље је сугерисао да би краљица могла с већом лакоћом надгледати васпитање својих унука. Међутим, у то време је Беатрис било забрањено законом да се уда за удовица своје сестре. Овоме се супротставио принц од Велса, који је жестоко подржао пролазак домова парламента сестре закона преминуле супруге, који би уклонио препреку. Упркос народној подршци овој мери и иако је донета у Доњем дому, Дом лордова одбацио ју је због противљења Лордова духовних (26 бишопа). Иако је краљица била разочарана што план није успео, била је срећна што је држала своју ћерку уз себе.
Остали кандидати, укључујући два брата принца Хенрија, принц Александар („Сандро”) и принц Луј од Батенберга, предложени су да буду Беатрисини супружници али нису успели. Иако Александар никада није формално прогонио Беатрис, само тврдећи да се „можда чак и у једном тренутку заручио са пријатељицом мог детињства, Беатрис из Енглеске”, Луј је био више заинтересован. Краљица Викторија позвала га је на вечеру, али је села између њега и Беатрис, којој је краљица рекла да игнорише Луја како би обесхрабрио његов план. Луј, неколико година не схватајући разлоге ове тишине, оженио се Беатрисином сестричином, принцезом Викторијом од Хесена и Рајне. Иако су њеним брачним надама задали још један ударац док је присуствовала Лујовом венчању у Дармштату, Беатрис се заљубила у принца Хенрија, који јој је узвратио наклоности.

### Веридба и венчање
Када је Беатрис, по повратку из Дармштата, рекла мајци да се планира удати, краљица је реаговала застрашујућом тишином. Иако су остале раме уз раме, краљица није разговарала с њом седам месеци, већ је комуницирала преко порука. Понашање краљице Викторије, неочекивано чак и од стране њене породице, изгледало је подстакнуто претњом губитком њене ћерке. Краљица је Беатрис сматрала својом „бебом” — својим невиним дететом — и физички секс који ће уследити са браком сматрала је крајем невиности.
Суптилна наговарања принцезе од Велса и престолонаследнице Пруске, која је подсетила мајку на срећу коју је Беатрис донела принчевој супрузи, навела је краљицу да настави разговор са Беатрис. Краљица Викторија пристала је на брак под условом да Хенри одустане од својих немачких обавеза и да стално живи са Беатрис и краљицом.
Беатрис и Хенри венчали су се у цркви Свете Милдред у Випингаму, близу Озборна, дана 23. јула 1885. Беатрис, која је носила венчани вео своје мајке од чипке Хонитон, пратили су краљица и најстарији Беатрисин брат, принц од Велса. Принцези Беатрис на венчању присуствовало је десет краљевских деверуша из редова њених нећакиња: принцезе Луизе, Викторија од Велике Британије и Мод од Велса; Принцезе Ирене и Александре Фјодоровне; Принцеза Марија, Викторије Мелите и Александре од Единбурга; и принцезе Хелена Викторије и Марије Луиз. Младожењина пратња била су његова браћа, бугарски принц Александар и принц Фрањо Јосиф од Батенберга.
Свечаности — којој нису присуствовале њена најстарија сестра и зет, престолонаследник и принцеза Пруске, који су били притворени у Немачкој; Вилијам Еварт Гледстон; или Беатрисина рођакиња, принцеза Мери Аделаида, војвоткиња од Тека, која је била у жалости за својим свекром — завршила је одласком пара на медени месец у кућу опатије Куар, неколико миља од Озборна. Краљица, узевши им допуст, „храбро је подносила до одласка и онда поштено попустила”, како је касније признала својој престолонаследници.

## Последње године краљице Викторије
После кратког меденог месеца, Беатрис и њен супруг су испунили обећање и вратили се на у краљичин дом. Краљица је јасно ставила до знања да се не може сама снаћи и да пар не може путовати без ње. Иако је краљица ово ограничење опустила убрзо након венчања, Беатрис и Хенри су путовали само у кратке посете са породицом. Изгледало је да се Беатрисина љубав према Хенрију, као и она краљице према принчевој супрузи, повећавала што су дуже били у браку. Када је Хенри путовао без Беатрис, изгледала је срећније кад се вратио.
Увођење принца Хенрија у породицу дало је Беатрис и краљици нове разлоге да се радују, а Палата је била светлија него што је био од смрти краљичиног супруга. Упркос томе, Хенри, уз подршку Беатрис, био је одлучан да учествује у војним кампањама и то је нервирало краљицу која се успротивила његовом учешћу у рату опасном по живот. Сукоби су настали и када је Хенри присуствовао карневалу у Ајачију и правио „слабо друштво”, а Беатрис је послала официра Краљевске морнарице да га уклони из искушења. Једном приликом, Хенри се са својим братом Лујем искрао на Корзику; краљица је послала ратни брод да га врати. Хенри је осећао потлаченост због сталне потребе краљице за његовом компанијом и супругом.
Упркос томе што је била у браку, Беатрис је испунила своје обећање краљици наставивши да буде њен стални повереник и секретар. Краљица Викторија била је блиска са Хенријем, као што је то често чинила са другим згодним, снажним мушкарцима. Међутим, краљица је критиковала Беатрисино понашање током њене прве трудноће. Када је Беатрис престала да долази на краљичине вечере недељу дана пре порођаја, више волећи да једе сама у својој соби, краљица је љутито написала свом лекару, др. Џејмсу Риду, да, "Ја [сам позвала принцезу да настави] долазак на вечеру, а она једе у сопственој соби, што је веома лоше за њу. У мом случају сам редовно долазила на вечеру, осим када ми је било заиста лоше (чак и кад сам много патила) до последњег дана. " Беатрис, потпомогнута хлороформом, родила је следеће недеље свог првог сина Александра. Упркос томе што је претрпела спонтани побачај у првим месецима брака, Беатрис је родила четворо деце: Александар, звани „Дрино”, рођен је 1886; Ена 1887; Леополд 1889. и Морис 1891. Након тога, она се учтиво и охрабрујуће интересује за социјална питања, попут услова у рудницима угља. Међутим, овај интерес се није проширио на промену услова сиромаштва, као што је то био случај са њеним братом, принцом од Велса.
Иако је дворских забава била мало после смрти принца Алберта, Беатрис и краљица уживале су у живахним фотографијама, које су се често имале у краљевским резиденцијама. Хенри, све досаднији због недостатка активности на двору, жудио је за запослењем, а као одговор краљица га је 1889. године поставила за гувернера острва Вајт. Међутим, жудио је за војном пустоловином и молио је ташту да му дозволи да се придружи експедицији Ашантим у Ашантским ратовима. Упркос недоумицама, краљица је пристала, а Хенри и Беатрис су се растали 6. децембра 1895; нису се више срели. Хенри је оболео од маларије и послат је кући. Дана 22. јануара 1896, Беатрис, која је чекала свог супруга на Мадеири, примила је телеграм који је обавестио о Хенријевој смрти два дана раније.
Тужна, напустила је дом на месец дана због жалости, пре него што се вратила на своје место поред мајке. Краљичин дневник извештава да је краљица Викторија „[ушла] у Беатрисину собу и неко време седела с њом. Тако је побожна у својој беди.” Упркос својој тузи, Беатрис је остала верни пратилац своје мајке и како је краљица Викторија остарила, више се ослањала на Беатрис за бављење преписком. Међутим, схватајући да је Беатрис требало своје место, дала јој је станове у Кенсингтонској палати које су некада заузимале краљица и њена мајка. Краљица је именовала Беатрис за гувернерку острва Вајт, напуштену смрћу принца Хенрија. Као одговор на Беатрисино интересовање за фотографију, краљица је у Озборну инсталирала мрачну собу. Промене у породици, укључујући Беатрисину заокупљеност мајком, можда су утицале на њену децу која су се побунила у школи. Беатрис је написала да је Ена била „проблематична и бунтовна”, а да је Александар говорио „неоправдане неистине”.

## Каснији живот
Беатрисин живот је постао тужан са смрћу краљице Викторије 22. јануара 1901. Она је у марту написала директорки Универзитета у Глазгову: "… можете замислити шта је туга. Ја, која се једва да сам икада одвајала од своје драге мајке, једва могу да схватим какав ће бити живот без ње, која је била средиште свега. " Беатрисина јавна иступања су се наставила, али је њен положај на двору био умањен. Она, за разлику од своје сестре Луизе, није била блиска са својим братом, сада Едвардом VII, и није била укључена у краљев ужи круг. Иако се њихова веза није потпуно распала, била је повремено затегнута, на пример када је случајно (али бучно) спустила своју књигу услуга из краљевске галерије на сто од златне плоче током његовог крунисања.
Након што је наследио мајку, краљ је уклонио личне фотографије и ствари своје мајке, а неке од њих уништио, посебно материјал који се односи на Џона Брауна, којег је мрзео. Краљица Викторија је намеравала да кућа буде приватна, повучена резиденција за своје потомке, далеко од помпе и церемоније копненог живота. Међутим, нови краљ није имао потребу за кућом и консултовао се са својим адвокатима у вези с њом, како би је збринуо, трансформишући главно крило у реконвалесцентни дом, отварајући државне станове јавности и градећи поморски колеџ на терену. Његови планови наишли су на снажно неодобравање Беатрис и Луизе. Краљица Викторија им је завештала куће на имању, а приватност коју им је мајка обећавала била је угрожена. Када је Едвард с њима разговарао о судбини куће, Беатрис се залагала да не дозволи кући да напусти породицу, наводећи њен значај за њихове родитеље.
Међутим, краљ сам није желео кућу и понудио је свом наследнику, Беатрисином нећаку Џорџу, који је то одбио, приговарајући високим трошковима одржавања. Едвард је накнадно проширио терен Беатрисине куће, како би јој надокнадио предстојећи губитак приватности. Убрзо након тога, краљ је изјавио Артуру Балфуру, премијеру, да ће главна кућа припасти нацији на поклон. Изузетак је направљен за приватне станове који су били затворени за све осим за чланове краљевске породице, који су га учинили светињом на успомену своје мајке.
Принцеза Беатрис, која је била гувернер острва Вајт од 1896. до своје смрти 1944, такође је била председница Меморијалне болнице Франк Џејмс све до своје смрти.

### Дневници
Након смрти краљице Викторије, Беатрис је започела важан задатак преписивања и уређивања дневника своје мајке. Стотине томова од 1831. надаље садржавале су краљичине личне погледе на свакодневни посао њеног живота и укључивале су лична и породична питања, као и државна питања.
Краљица Викторија дала је Беатрис задатак да уређује часописе ради објављивања, што је подразумевало уклањање приватног материјала као и одломака који би, ако буду објављени, могли наштетити људима. Беатрис је избрисала толико материјала да су уређени часописи само трећину колико и оригинали. Уништавање тако великих одломака из дневника краљице Викторије узнемирило је Беатрисиног нећака, Џорџа и његову супругу краљицу Марију, који су били немоћни да интервенишу. Беатрис је копирала радну верзију из оригинала, а затим је копирала свој нацрт у комплет плавих свесака. И оригинали и њени први нацрти уништавани су како је напредовала. Задатак је трајао тридесет година и завршен је 1931. године. Преживелих 111 свесака чува се у Краљевском архиву у дворцу Виндзор.

### Ван јавног живота
Беатрис је наставила да се појављује у јавности након мајчине смрти. Јавни ангажмани које је она обављала били су често повезани са њеном мајком, краљицом Викторијом, јер је јавност увек повезивала Беатрис са покојним монархом.
Лепота Беатрисине ћерке Ене била је позната широм Европе и, упркос ниском рангу, била је пожељна невеста. Њен изабрани удварач био је Алфонсо XIII од Шпаније. Међутим, брак је у Британији изазвао контроверзе, јер је Ени требало да пређе у католицизам. Овом кораку супротставио се Беатрисин брат Едвард VII, а шпански ултраконзервативци били су против краљевог брака са протестантом ниског рода, јер је њен отац, принц Хенри, био син морганатског брака. Према томе, сматрали су да је Ена само делимично краљевске крви и стога неподобна за шпанску краљицу. Ипак, пар се венчао 31. маја 1906. године. Брак је започео невероватно када је анархист покушао да их убије на дан венчања. Очигледно у почетку близак, пар се растао. Ена је постала непопуларна у Шпанији и још више нетрпељивост расла када је откривено да је њен син, престолонаследник, боловао од хемофилије. Алфонсо је сматрао Беатрис одговорном за то што је болест пренела у шпанску краљевску кућу и огорчено се окренуо против Ене.
За време шпанске краљице, Ена се враћала много пута да посети мајку у Британији, али увек без Алфонса и обично без своје деце. У међувремену, Беатрис је живела у викендици у Источном Ковесу све док је није продала 1913. године, када се испразнио дворац Карисбрук, дом гувернера острва Вајт. Преселила се у замак задржавајући стан у палати Кенсингтон у Лондону. Била је много укључена у прикупљање материјала за музеј замка Карисбрук, који је отворила 1898. године.
Њено присуство на двору се додатно смањивало са старењем. Растројена смрћу свог омиљеног сина Мориса током Првог светског рата 1914. године, почела је да се повлачи из јавног живота. Као одговор на рат са Немачком, Џорџ је променио име краљевске куће из Сакс-Кобург и Гота у Виндзор и истовремено га је прихватио као породично презиме, умањујући њихово немачко порекло. После тога, Беатрис и њена породица су се одрекле немачких наслова; Беатрис је престала да користи стил Принцеза Хенри од Батенберга, вративши се само да користи свој стил рођења, Њ.КВ Принцеза Беатрис. Њени синови су се одрекли своје титуле, принчеви од Батенберга. Александар, најстарији, постао је сер Александер Маунтбатен и касније је добио титулу маркиза од Карисбрук. Њен млађи син Леополд постао је лорд Леополд Моунтбаттен и добио је чин млађег сина маркизе. Био је хемофилик, наследио је „краљевску болест” од мајке и умро током операције колена 1922. месец дана мање од свог 33. рођендана.
Након рата, Беатрис је била један од неколико чланова краљевске породице који су постали покровитељи Ипрес лиге, друштва основаног за ветеране и ожалошћене рођаке погинулих у борбама код града Ипре у Белгији. И сама је била ожалошћена мајка, пошто је њен син, принц Морис од Батенберга, убијен у акцији током Прве битке код Ипра. Ретки јавни наступи након његове смрти укључивали су комеморације, укључујући полагање венаца на Кенотаф 1930. и 1935. године у знак обележавања 10. и 15. годишњице оснивања Лиге.

## Последње године
Чак и у седамдесетим годинама, Беатрис је наставила да се дописује са пријатељима и рођацима и да се ретко појављује у јавности, на пример када је, гурнута у инвалидска колица, гледала венце положене после смрти Џорџа V 1936. године. Своје последње преводилачко дело објавила је 1941. године, под називом „У Наполеоновим данима”, био је то лични дневник баке мајке краљице Викторије, мајке Аvгусте, војвоткиње од Сакс-Кобург-Салфелда. Дописовала се са издавачем Џоном Марејем, који је увелико одобравао дело. Свој последњи дом стекла је у Брантриџ Парку у западном Сасексу, који је био у поседу брата краљице Марије, Александра Кембриџа, првог грофа од Атлона и његове супруге, принцезе Алисе, која је била Беатрисина нећакиња; Атлони су у то време били у Канади где је Ерл био генерални гувернер. Тамо је Беатрис умрла у сну 26. октобра 1944. године, у старости осамдесет седам (дан пре 30. годишњице њеног сина, смрти принца Мориса). После њене сахране у капели Светог Ђорђа, дворцу Виндзор, њен ковчег је 3. новембра постављен у краљевски свод. Дана 28. августа 1945. њено тело је пребачено и смештено у заједничку гробницу, заједно са супругом, у цркви свете Милдред, Випингам. Коначна Беатрисина жеља, да буде сахрањена са супругом на њој најпознатијем острву, остварена је у приватној служби у Випингаму, којој су присуствовали само њен син, маркиз од Карисбрука и његова супруга.

## Наслеђе
Беатрис је била најсрамежљивија од све деце краљице Викторије. Међутим, пошто је пратила краљицу Викторију скоро где год је ишла, постала је међу најпознатијим. Упркос својој стидљивости, била је способна глумица и плесачица, као и одушевљена уметница и фотограф. Била је посвећена својој деци и била је забринута кад су се лоше понашала у школи. Онима који су уживали у њеном пријатељству, била је одана и имала је смисао за хумор, а као јавну личност покретао ју је снажан осећај дужности. Била је покровитељ огранка Острва Вајт Краљевске националне институције за спасилачке чамце од 1920. до своје смрти. Музика, страст коју су делиле њена мајка и отац, била је нешто у чему је Беатрис бриљирала и свира по професионалним стандардима. Попут своје мајке, била је побожна хришћанка, фасцинирана теологијом до своје смрти. Својим смиреним темпераментом и личном топлином принцеза је добила широко одобравање народа.
Захтеви који су се постављали за Беатрис током владавине њене мајке били су високи. Упркос томе што је патила од реуматизма, Беатрис је била приморана да трпи мајчину љубав према хладном времену. Беатрисино свирање клавира патило је како се њен реуматизам постепено погоршавао, елиминишући уживање у којем је бриљирала; међутим, то није променило њену спремност да удовољи потребама своје мајке. Њен труд није прошао незапажено у британској јавности.
Године 1886, када је пристала да отвори изложбу Краљевског хортикултурног друштва из Саутемптона, организатори су јој упутили захвалницу, изражавајући своје "дивљење умиљатом начину на који сте утешили и помогли својој удовици, нашој милостивој сувереној краљици ". Као поклон за венчање, сер Мозес Монтефјоре, банкар и филантроп, уручио је Беатрис и Хенрију сребрни чајник са натписом: „Многе ћерке су се понашале крепосно, али ти их све истичеш.” Лист Тајмс, мало пре Беатрисиног венчања, написао: „Приврженост вашег краљевског височанства нашем вољеном суверену задобила је наше најтоплије дивљење и нашу најдубљу захвалност. Нека се они благослови које сте до сада имали као стални циљ да другима доделите сада вратите у пуној мери себи.” Реченица је, колико се смела, критиковала краљичин став над ћерком.
Краљевске породице и даље редовно користе неке зграде с којима би Беатрис била упозната: Бакингемска палата, дворац Виндзор, дворац Балморал и палата Кенсингтон. Умрла је у Брантриџ Парку, дому њене нећакиње, принцезе Алисе и њеног супруга, грофа од Атлона, у то време док је била генерални гувернер Канаде. Кућа Озборн, омиљени дом њене мајке, доступна је јавности. Њене резиденције остају у приватном власништву након њихове продаје 1912. године. Након њене смрти, Беатрис је била једино преживело дете краљице Викторије и принца Алберта. Будућа Елизабета II, Беатрисина пранећакиња, тада је имала осамнаест година.

## Потомство
| Портрет | Име                                         | Рођење            | Смрт             | Напомене |
| ------- | ------------------------------------------- | ----------------- | ---------------- | --- |
|         | Александар Маунтбатен, 1. Маркиз Карисбрука | 23. новембар 1886 | 23. фебруар 1960 | брак са Лејди Ирен Денисон (4. јул 1890 — 16. јул 1956) on 19. јул 1917. 1 ћерка (Ирис Маунтабатен, 1920—1982). |
|         | Викторија Евгенија од Батенберга            | 24. октобар 1887  | 15. април 1969   | брак са Алфонсо XIII од Шпаније (17. мај 1886 — 28. фебруар 1941) на дан 31. маја 1906 2 ћерке, 5 синова.       |
|         | Лорд Леополд Маунтбатен                     | 21. мај 1889      | 23. април 1922   | преминуо неожењен због повреде са коленом                                                                       |
|         | Морис од Батенберга                         | 3. октобар 1891   | 27. октобар 1914 | преминуо током Првог светског рата                                                                              |